# 内尔松·塔皮亚
内尔松·塔皮亚（西班牙語：Nelson Tapia，1966年9月22日—），智利男子足球运动员，司职守门员。他曾代表智利国奥队参加2000年夏季奥林匹克运动会足球比赛，获得一枚铜牌。